# Sommer-Paralympics 2016/Bogenschießen
Bei den Sommer-Paralympics 2016 in Rio de Janeiro wurden in insgesamt neun Wettbewerben im Bogenschießen Medaillen vergeben. Die Entscheidungen fielen zwischen dem 11. und 17. September 2016 im Sambódromo.

## Klassen
Bei den paralympischen Bogenschießwettbewerben wurde, anders als noch 2012 in London, nur in zwei Klassen unterschieden:
- Offen: Für Bogenschützen im Rollstuhl oder mit Gleichgewichtsbeeinträchtigungen, die stehend oder auf einem Stuhl sitzend schießen.
- W1: Für Bogenschützen im Rollstuhl mit eingeschränkten Arm- oder Beinfunktionen.

## Ergebnisse Männer

### Recurve (Offen)
| Platz | Land | Sportler             |
| ----- | ---- | -------------------- |
| 1     | IRI  | Gholamreza Rahimi    |
| 2     | THA  | Hanreuchai Netsiri   |
| 3     | IRI  | Ebrahim Ranjbarkivaj |
| 4     | BAR  | Luziano Rezende      |
| 5     | GER  | Maik Szarszewski     |
| 6     | POL  | Piotr Sawicki        |
| 7     | JPN  | Tomohiro Ueyama      |
| 8     | USA  | Eric Bennett         |

Datum: 13. September 2016
Deutschland wurde durch Maik Szarszewski vertreten. Vertreter aus der Schweiz und Österreich waren nicht am Start.
In der ersten Qualifikationsrunde besiegte Maik Szarszewski den Brasilianer Diogo De Souza mit 7:1. In der zweiten Qualifikationsrunde besiegte er dann den Shi Xucheng mit 7:3, um dann im Achtelfinale dem Brasilianer Luziano Rezende mit 4:6 zu unterliegen.

### Compound (Offen)
| Platz | Land | Sportler                |
| ----- | ---- | ----------------------- |
| 1     | USA  | Andre Shelby            |
| 2     | ITA  | Alberto Luigi Simonelli |
| 3     | AUS  | Jonathon Milne          |
| 4     | CHN  | Ai Xinliang             |
| 5     | TUR  | Bülent Korkmaz          |
| 5     | SVK  | Marcel Pavlik           |
| 7     | GBR  | Mike Hall               |
| 8     | BRA  | Andrey Muniz de Castro  |

Datum: 14. September 2016
Die Schweiz wurde durch Martin Imboden vertreten. Vertreter aus Deutschland und Österreich waren nicht am Start.
Martin Imboden scheiterte in der Qualifikationsrunde mit 4:6 (139:141) am Briten Mikey Hall und verpasste den Einzug in die Finalrunde.

### Recurve/Compound (W1)
| Platz | Land | Sportler          |
| ----- | ---- | ----------------- |
| 1     | GBR  | John Walker       |
| 2     | CZE  | David Drahonínský |
| 3     | SVK  | Peter Kinik       |
| 4     | DEU  | Uwe Herter        |
| 5     | TUR  | Naci Yenier       |
| 6     | KOR  | Doo Dong Sub      |
| 7     | TUR  | Ömer Aşık         |
| 8     | IRI  | Majid Kakoosh     |

Datum: 16. September 2016
Deutschland wurde durch Uwe Herter vertreten. Vertreter aus der Schweiz und Österreich waren nicht am Start.
Uwe Herter besiegte in der Qualifikationsrunde, mit 6:4 (124:130), den Briten John Cavanagh. Im Viertelfinale besiegte der, ebenfalls mit 6:4 (124:130), den Türken Ömer Aşık. Im Halbfinale unterlag er dann dem späteren Goldmedaillengewinner John Walker aus Großbritannien mit 4:6 (131:135) und verpasste den Einzug in das Finale. Im Kampf um Platz 3 und die Bronzemedaille unterlag er dann schließlich auch dem Slowaken Peter Kinik mit 4:6 (125:133). Damit erreichte er in der Endwertung den vierten Platz.

## Ergebnisse Frauen

### Recurve (Offen)
| Platz | Land | Sportlerin             |
| ----- | ---- | ---------------------- |
| 1     | IRI  | Zahra Nemati           |
| 2     | CHN  | Wu Chunyan             |
| 3     | POL  | Milena Olszewska       |
| 4     | KOR  | Lee Hwa Sook           |
| 5     | ITA  | Elisabetta Mijno       |
| 6     | UKR  | Roksolana Dzoba-Balyan |
| 7     | TUR  | Zehra Ozbey Torun      |
| 8     | LAT  | Ieva Melle             |

Datum: 15. September 2016
Deutschland wurde durch Jennifer Heß und die Schweiz durch Magali Comte vertreten. Eine Vertreterin Österreichs war nicht am Start.
Heß wurde in der Vorrunde 11. und schied in der 1. Qualifikationsrunde, mit 4:6 (119:120), gegen die Italienerin Veronica Floreno aus. Sie belegte in der Endwertung den geteilten 17. Platz. Die Schweizerin Comte, 23. der Vorrunde, traf in der 1. Qualifikationsrunde auf die Italienerin Elisabetta Mijno und unterlag ihr mit 0:6 (62:80). Sie belegte damit in der Endwertung den geteilten 17. Platz.

### Compound (Offen)
| Platz | Land | Sportlerin        |
| ----- | ---- | ----------------- |
| 1     | CHN  | Zhou Jiamin       |
| 2     | CHN  | Lin Yueshan       |
| 3     | KOR  | Kim Mi Soon       |
| 4     | IRI  | Somayeh Abbaspour |
| 5     | BRA  | Jane Karla Gogel  |
| 6     | GBR  | Jane Karla Gogel  |
| 7     | SIN  | Nur Sayhidah Alim |
| 8     | TUR  | Hadan Biroglu     |

Datum: 16. September 2016
Deutschland wurde vertreten durch Lucia Kupczyk. Vertreterinnen aus Österreich und der Schweiz waren nicht am Start.
Kupczyk erreichte in der Vorrunde den 15. Platz und hatte in der 1. Qualifikationsrunde ein Freilos. In der 2. Qualifikationsrunde scheiterte sie dann mit 3:7 (129:140) an der späteren Vierten, der Iranerin Somayeh Abbaspour. In der Endwertung belegte sie damit den geteilten 9. Platz.

### Recurve/Compound (W1)
| Platz | Land | Sportlerin            |
| ----- | ---- | --------------------- |
| 1     | GBR  | Jessica Stretton      |
| 2     | GBR  | Jo Frith              |
| 3     | GBR  | Vicky Jenkins         |
| 4     | KOR  | Kim Ok Geum           |
| 5     | CHN  | Lu Liang              |
| 6     | CZE  | Sarka Musilova        |
| 7     | USA  | Lia Coryell           |
| 8     | ESP  | Liliana Oliveros Leal |

Datum: 16. September 2016
Vertreterinnen aus Deutschland, Österreich und der Schweiz waren nicht am Start.
Die Gewinnerin der Goldmedaille, die Britin Jessica Stretton, war mit ihren 16 Jahren die jüngste Teilnehmerin bei den Bogenwettbewerben.

## Ergebnisse Mixed

### Recurve (Offen)
| Platz | Land | Sportler/Sportlerin                           |
| ----- | ---- | --------------------------------------------- |
| 1     | CHN  | Zhao Lixue Wu Chunyan                         |
| 2     | IRI  | Ebrahim Ranjbarkivaj Zahra Nemati             |
| 3     | ITA  | Roberto Airoldi Elisabetta Mijno              |
| 4     | MGL  | Oyun-Erdene Buyanjargal Baatarjav Dambadondog |
| 5     | GBR  | David Phillips Tania Nadarajah                |
| 6     | POL  | Milena Olszewska Piotr Sawicki                |
| 7     | BRA  | Fabiola Dergovics Francisco Cordeiro          |
| 8     | THA  | Wasana Khuthawisap Hanreuchai Netsiri         |

Datum: 11. September 2016
Deutschland wurde vertreten durch das Mixed Team aus Jennifer Heß und Maik Szarszewski. Ein Team Österreich oder der Schweiz war nicht am Start.
Nachdem das deutsche Team in der Platzierungsrunde den sechsten Platz erreichte, schied es dann im Achtelfinale gegen die Mongolei aus. Das Team erreichte damit den geteilten neunten Platz.

### Compound (Offen)
| Platz | Land | Sportler/Sportlerin                     |
| ----- | ---- | --------------------------------------- |
| 1     | CHN  | Al Xinliang Zhou Jiamin                 |
| 2     | GBR  | John Stubbs Jodie Grinham               |
| 3     | KOR  | Lee Ouk Soo Kim Mi Soon                 |
| 4     | TUR  | Bulent Korkmaz Handan Biroglu           |
| 5     | ITA  | Alberto Simonelli EleoNora Sarti        |
| 6     | IRI  | Hadi Nori Somayeh Abbaspour             |
| 7     | BRA  | Andrey Muniz de Castro Jane Karla Gogel |
| 8     | CAN  | Kevin Evans Karen van Nest              |

Datum: 12. September 2016
Ein Team aus Deutschland, Österreich oder der Schweiz war nicht am Start.

### Recurve/Compound (W1)
| Platz | Land | Sportler/Sportlerin                        |
| ----- | ---- | ------------------------------------------ |
| 1     | GBR  | Jo Frith John Walker                       |
| 2     | KOR  | Kim Ok-geum Koo Dong-sub                   |
| 3     | CZE  | Šárka Musilová David Drahonínský           |
| 4     | USA  | Jeff Fabry Lia Coryell                     |
| 5     | ESP  | Liliana Oliveros Leal Manuel Sanchez Camus |
| 6     | FRA  | Olivier Hatem Elisabeth Barleon            |
| 7     | CHN  | Huanan Liu Liang Lu                        |

Datum: 17. September 2016
Ein Team aus Deutschland, Österreich oder der Schweiz war nicht am Start.

## Medaillenspiegel Bogenschießen
| Medaillenspiegel Bogenschießen | Medaillenspiegel Bogenschießen | Medaillenspiegel Bogenschießen | Medaillenspiegel Bogenschießen | Medaillenspiegel Bogenschießen | Medaillenspiegel Bogenschießen |
| Platz                          | Land                           | Goldmedaille – Olympiasieger   | Silbermedaille – 2. Platz      | Bronzemedaille – 3. Platz      | Gesamt                         |
| ------------------------------ | ------------------------------ | ------------------------------ | ------------------------------ | ------------------------------ | ------------------------------ |
| 01                             | Vereinigtes Königreich         | 3                              | 2                              | 1                              | 6                              |
| 02                             | Volksrepublik China            | 3                              | 2                              | –                              | 5                              |
| 03                             | Iran                           | 2                              | 1                              | 1                              | 4                              |
| 04                             | Vereinigte Staaten             | 1                              | –                              | –                              | 1                              |
| 05                             | Südkorea                       | –                              | 1                              | 2                              | 3                              |
| 06                             | Italien                        | –                              | 1                              | 1                              | 2                              |
| 06                             | Tschechien                     | –                              | 1                              | 1                              | 2                              |
| 08                             | Thailand                       | –                              | 1                              | –                              | 1                              |
| 09                             | Australien                     | –                              | –                              | 1                              | 1                              |
| 09                             | Polen                          | –                              | –                              | 1                              | 1                              |
| 09                             | Slowakei                       | –                              | –                              | 1                              | 1                              |